# Biblioteca Digital de Conocimiento Tradicional
La Biblioteca Digital de Conocimiento Tradicional (TKDL, por sus siglas en inglés) es un repositorio digital indio sobre conocimientos tradicionales, especialmente sobre plantas medicinales y formulaciones utilizadas en los sistemas de medicina de India. Establecido en 2001, como una colaboración entre el Consejo de Investigación Científica e Industrial (CSIR) y el Ministerio de AYUSH, el objetivo de la biblioteca es proteger el conocimiento antiguo y tradicional del país de la explotación a través de la biopiratería y patentes no éticas, documentándolo electrónicamente y clasificándolo según los sistemas internacionales de clasificación de patentes. Además, la base de datos de no patentes sirve para fomentar la investigación moderna basada en el conocimiento tradicional, ya que simplifica el acceso a este vasto conocimiento de remedios o prácticas.
Para 2010, se habían transcrito 148 libros sobre Ayurveda, Unani, Siddha y Yoga en dominio público, en 34 millones de páginas de información, traducidas a cinco idiomas: inglés, alemán, francés, español y japonés. Los datos sobre 80,000 formulaciones en Ayurveda, 1,000,000 en Unani y 12,000 en Siddha se habían colocado en la biblioteca digital. Además, se han firmado acuerdos con las principales oficinas internacionales de patentes como la Oficina Europea de Patentes (EPO), la Oficina de Marcas y Patentes del Reino Unido (UKPTO) y la Oficina de Marcas y Patentes de Estados Unidos para proteger los conocimientos tradicionales de la biopiratería, otorgando a los examinadores de patentes la patente internacional. Las oficinas acceden a la base de datos TKDL para la búsqueda y el examen de patentes.

## Historia
El tema de la biopiratería y la bioprospección no ética llegó a los titulares después de que el gobierno de India revocó o limitó con éxito las patentes de cúrcuma y arroz basmati otorgadas por la Oficina de Patentes y Marcas de los Estados Unidos (USPTO) y la patente de neem otorgada por la Oficina Europea de Patentes (EPO) a fines de los años noventa. 
Pronto más de tales reclamaciones de patentes salieron a la luz. El vasto conocimiento de medicina tradicional de la India existía en idiomas como el sánscrito, el hindi, el árabe, el persa, el urdu y el tamil, haciéndolos inaccesible para los examinadores en las oficinas internacionales de patentes para verificar las reclamaciones. Esta experiencia hizo que el Departamento de AYUSH, del gobierno de la India, creara un grupo de trabajo de expertos en las áreas de los sistemas de medicina tradicional de la India (es decir, Ayurveda, Unani, Siddha y Yoga), examinadores de patentes, expertos en TI, científicos y oficiales técnicos para la creación de la Biblioteca Digital de Conocimientos Tradicionales (TKDL), iniciada en 2001. Las tareas incluyeron, por ejemplo, transcribir shlokas sánscritas que describen una formulación ayurvédica en un texto, utilizando la Clasificación de recursos de conocimiento tradicional (TKRC, por sus siglas en inglés) diseñada para este propósito, de modo que sea fácilmente comprensible para cualquier examinador de patentes, en cualquier parte del mundo. Por este motivo, el total de 34 millones de páginas de texto está disponible en inglés, alemán, francés, español y japonés.
Cuando el proyecto de la base de datos llegó a su término en 2006 el gobierno permitió el acceso de la biblioteca a las oficinas internacionales de patentes, incluida la Oficina Europea de Patentes (OEP), Japón y el Reino Unido, sujeto a una cláusula de no divulgación. Esto permite a los examinadores de patentes evaluar las solicitudes de patentes y detener los intentos de patentar el conocimiento tradicional como invenciones "nuevas".
Los acuerdos se firmaron con la OEP en febrero de 2009, con la Oficina de Marcas y Patentes del Reino Unido (UKPTO) en enero de 2010 y con la Oficina de Patentes y Marcas de Estados Unidos (USPTO) después de la reunión cumbre entre el presidente norteamericano, Barack Obama, y el Primer Ministro, Manmohan Singh en enero de 2010. Una vez que los examinadores de patentes accedan a la base de datos de TKDL, se podrían evitar los casos legales relacionados con reclamaciones de patentes poco éticas, que habrían llevado años y grandes gastos en cada caso.
Otro proyecto para incluir datos relacionados con 1,500 posturas de yoga comenzó en 2008, después de nuevos informes de un gran número de falsos gurús y maestros de yoga, quienes intentaron patentar este conocimiento antiguo en sus propios países. Por ejemplo, en 2007 se rastrearon 131 patentes relacionadas con el yoga. Después de un alboroto en el parlamento y los medios de comunicación, el gobierno de la India abordó el tema con la USPTO. A partir de entonces, un equipo de gurús de yoga de nueve escuelas que trabajan con funcionarios de gobierno y 200 científicos del Consejo de Investigación Científica e Industrial (CSIR) escaneó 35 textos antiguos, incluyendo las epopeyas hindúes, el Mahabharata y el Bhagavad-gītā, y el Yoga sutra de Patañjali para registrar cada pose nativa. A finales de 2009, se agregarían 1500 asanas.
En 2010, el ministro de Medio Ambiente y Bosques, Jairam Ramesh, declaró que durante más de ocho años se habían recopilado 34 millones de páginas de información a un costo estimado de 7 millones de rupias; al menos 36 casos fueron identificados por la EPO y 40  por la USPTO, utilizando la TKDL. Como proyecto futuro, el gobierno está estableciendo un Registro de Biodiversidad de personas, para documentar y proteger, los conocimientos tradicionales transmitidos a través de la tradición oral, según la Ley Nacional de Biodiversidad de la India de 2002.